# Allophylopsis hudsoni
Allophylopsis hudsoni är en tvåvingeart som först beskrevs av Frederick Wollaston Hutton 1901.  Allophylopsis hudsoni ingår i släktet Allophylopsis och familjen myllflugor. Inga underarter finns listade i Catalogue of Life.